# Caimbambo
Caimbambo é uma cidade e município da província de Benguela, em Angola.
Tem 3 285 km². Em 2014, tinha 80 715 habitantes. Limita-se a norte com o município de Benguela, a leste com o município do Cubal, a sul com o município de Chongorói e a oeste com o município de Baía Farta.
O município é constituído pela comuna-sede, correspondente à cidade de Caimbambo, e pelas comunas de Catengue, Caiave, Canhamela e Viangombe.

## Etimologia
Caimbambo é um nome próprio composto por aglutinação que, segundo a tradição oral local, teria raiz na história de um caçador chamado Mbambo, desposado com uma senhora de nome desconhecido. O casal dava hospitalidade a muitos viajantes vindos do leste de Angola em busca do sal, no litoral. De seu trabalho, mantinha muita carne em casa.
A longa distância do percurso e de viagem criava a necessidade de descansar ou mesmo de pernoitar na casa do senhor Mbambo, dado que surgiu na língua umbunda uma expressão para aquele local de parada, sendo Tukapuluyukila p’imbo ly’ukãyi wa Mbambo ou Tukalalela p’imbo ly’ukãyi wa Mbambo, isto é, "descansaremos/pernoitaremos na casa da esposa do Mbambo".
Com o passar do tempo, o vocábulo ukãyi, a sílaba de ligação wa e o nome Mbambo aglutinaram-se, segundo o processo de evolução fonológica de inserção de fonemas ou segmentos (prótese), dando origem a p’ukãyiwambambo.
Segundo a tradição oral, os primeiros portugueses, quando chegaram, perguntaram aos presentes o nome daquela localidade, ao que responderam: "Aqui se chama p’ukãyiwambambo".
Os inquiridores, percebendo, na sua língua, pronunciaram o nome com o recurso ao fenómeno da elisão (aférese e síncope, respectivamente), dando a queda à sílaba inicial p’u e à letra y, restando apenas a sílaba kai e; pela dificuldade da pronúncia, absorveram a sílaba de ligação wa, ficando apenas o nome Mbambo.
Foi a partir deste entrecruzamento de nomes, Cai + Mbambo, que surge o nome "Caimbambo".

## História
Foi fundada à 1 de Setembro de 1971 pela portaria nº 4.153 da então administração colonial portuguesa.

## Geografia
De Caimbambo nascem os rios Hombe, Catengue e Chinhugo, que juntam-se ao rio Caimbambo para formar o "rio Cavaco", nos limites do território dos municípios de Caimbambo e Benguela.
O território municipal é dominado pelas elevações montanhosas da Serra de Caimbambo e da Serra do Coporolo, extensões do Subplanalto Bocoio-Cubal.

## Economia
No passado, foi conhecido pela suas potencialidades agrícolas e seu lugar destacado na produção de laranjas.